# Sainte-Cécile, Indre

Sainte-Cécile este o comună în departamentul Indre, Franța. În 1 ianuarie 2018 avea o populație de 89 de locuitori.